# Unguarded Women
Unguarded Women é um filme estadunidense de 1924, do gênero drama, dirigido por Alan Crosland. É um filme perdido.